# ارلینگ ینسن
ارلینگ ینسن (نروژی: Erling Jensen; ۳ ژوئیهٔ ۱۸۹۱ – ۲۰ سپتامبر ۱۹۷۳) ژیمناست هنری اهل نروژ بود.